# United States Army Command and General Staff College

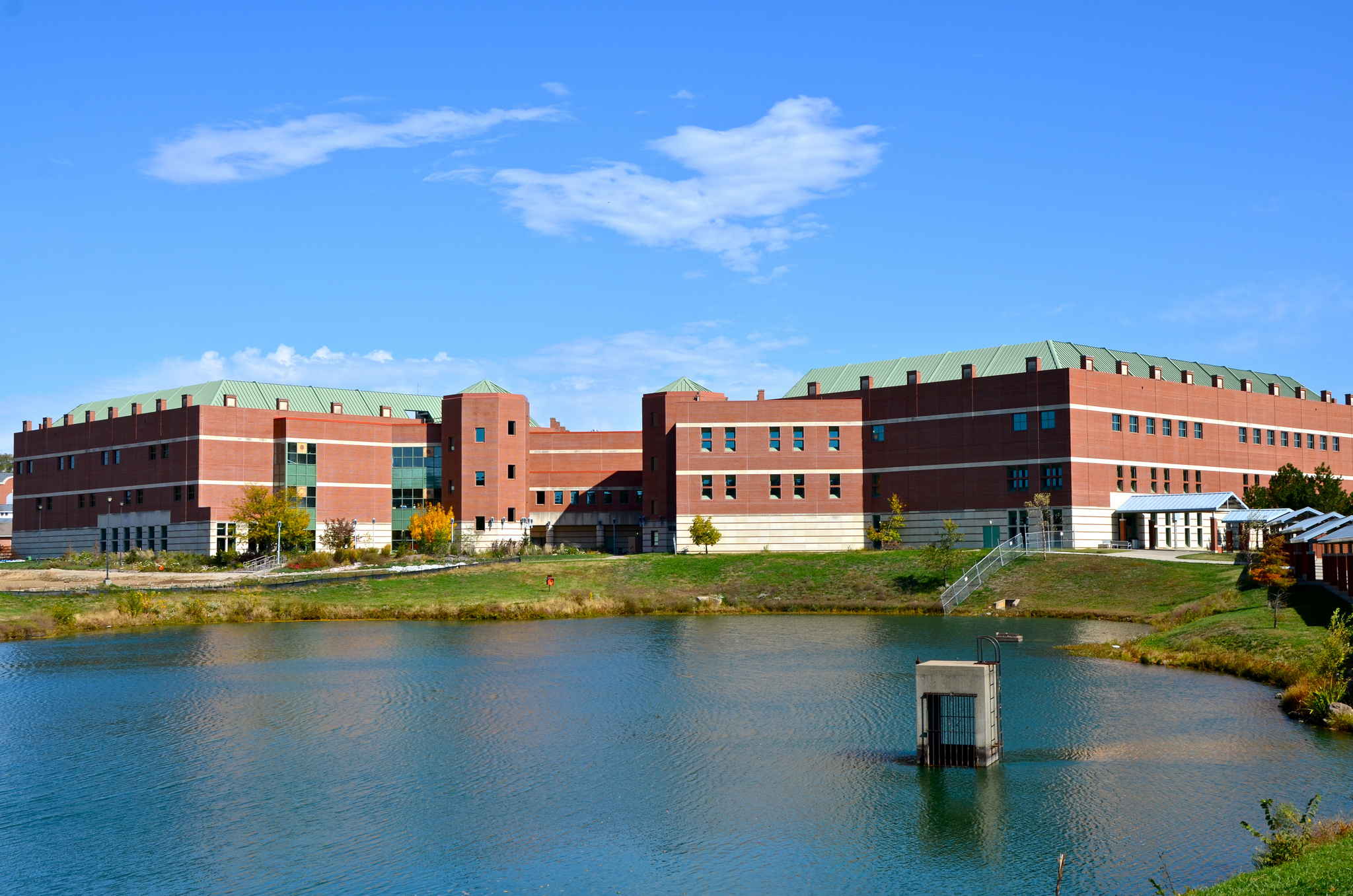
Eisenhower Hall.

United States Army Command and General Staff College (CGSC) i Fort Leavenworth, Kansas är en skola inom den amerikanska armén som fungerar som utbildning för militära ledare på avancerad nivå. Skolan grundades 1881 som en skola för infanteri och kavalleri och ingår som en av många skolor inom ramen för United States Army Training and Doctrine Command.